# 4381 Uenohara
4381 Uenohara (1989 WD1) là một tiểu hành tinh vành đai chính được phát hiện ngày 22 tháng 11 năm 1989 bởi Nobuhiro Kawasato ở Uenohara.